# Ergani
Ergani (abans Arghani o Erghani, armeni Argani o Arghana) és una ciutat de Turquia, cap del districte del mateix nom, a la província de Diyarbakır. A uns 18 km al nord-oest, a la vora del Tigris, hi ha la vila minera d'Ergani-Madeni que és cap d'un districte de la província d'Elâzığ, però és una ciutat diferent. La ciutat és a 10 km del Tigris i té una població de 62.019 (2007) que eren 8.542 el 1960.
Podria ocupar el lloc de la vila accàdia d'Arkània. A la taula de Peutinger s'esmenta una Arsínia. Va seguir la història del Diyar Bakr. El 1514 després de la victòria otomana a Çaldiran, fou organitzada en sandjak de l'eyalat del Diyar Bakr. Vital Cuinet dona una població al segle xix de més de 6000 habitants. En aquest segle la capital del sandjak es va traslladar a Maden o Madeni, per la seva importància minera (coure) i Ergani va quedar com un districte del sandjak amb el nom d'Osmaniye; amb la república el kada de Madeni va passar a la província d'Elazig i el kada d'Ergani (Osmaniye) va retornar a la província de Diyarbakır. Aquest districte té una superfície de 1595 km² i 68 pobles amb una població (2007) de 109.678 (que eren 28.095 habitants el 1960). Troballes neolítiques s'han fet (1963) a Çayönü.